# Eleaté
Eleaté neboli Elejská škola nazvaná podle řeckého města Elea (Ἐλέα) patří do předsókratovské filosofie. Filosofický směr i jeho škola vznikly někdy v šestém až pátém století před naším letopočtem. Jako první antický filosofický směr se zabýval řešením otázek naprosto obecně: (metafyzika). Prvním autorem myšlenky neproměnlivého jsoucna byl Xenofanés z Kolofónu. Za zakladatele je považován Parmenidés.
Eleaté jsou známí především jako odpůrci hérakleitovských názorů (Vše plyne) a svou teorií poznání, přikládající obrovský význam logickému myšlení, jež může být někdy v podivných rozporech se smyslovým poznáním, jak dokázal zejména Zenón. Jejich názory velmi ovlivnily vývoj dialektiky (jíž na metavědu povýšil právě Hérakleitos) a jak bezprostřední antické, tak i moderní filosofie.

## Xenofanés z Kolofónu (asi 565 – 470 př. n. l.)
Je označován za předchůdce nebo spíše inspirátora Elejské školy. Svou myšlenkou neproměnlivého jsoucna se mezi Eleaty rozhodně řadí, ale do Eleje přišel z Iónie ještě před vznikem školy.
Je znám především kritikou antropomorfních představ lidí o bozích, nelíbilo se mu tedy přisuzování lidských vlastností, zlozvyků, ctností, způsobů a podob bohům. Bůh je podle něj jednotný, nepodobný smrtelníkům podobou ani myslí a je odlišný od všeho, co si dokážeme představit, nehmotný nemateriální a nejdokonalejší, jednotný stejně jako svět, a bůh i svět jsou totéž, je nehybný a vše ovládá myšlenkou.
„…Kdyby však voli, lvi a koně též dostali ruce aneb uměli kreslit i vyrábět tak jako lidé, koně by podobné koňům a voli podobné volům kreslili podoby bohů a právě taková těla jejich by robili, jakou i sami postavu mají…“
„…nic nevzniká, ani nehyne, ani se nepohybuje a je jedno, veškero, beze změny…“
„…bůh je věčný a jeden, veskrze sobě podobný, ohraničený, kulové podoby a všemi částmi vnímající…“
Mimo jiné to byl umělec-básník a bytostný kritik řeckého poetismu, přičemž se dostal k několika ontologiím.

## Parmenidés (540 – 470 př. n. l.)
Je zakladatel Elejské školy a narodil se přímo v Eleji. Nesouhlasí s Herakleitovým názorem na bytí (vše vzniká a zaniká, v jednu chvíli je a v druhou není). Tvrdí, že bytí je stálé a vyplňuje vždy a vše, nebytí není a nemůže být ani myšleno. Bytí je věčné, stálé, neměnné, souvislé, homogenní, nepřerušené, nedělitelné a nemá vzniku ani zániku.
Jeho gnoseologie je jasná: Jediné správné poznání je rozumem a myslit a být je totéž. Smyslové poznání je zavádějící a jeho výsledkem je pouhé zdání a domněnky. Poznat jevy lze jedině zastavením smyslů, což je možné jen v pojmu (ideji, potažmo myšlence).
Je považován za otce racionalismu a ontologie jako takových.

## Zenón z Eleje (490 – 430 př. n. l.)
Podporoval Parmenidovy názory tvorbou Aporií, které dokazovaly, že na smyslovém poznání je něco špatně, čímž výrazně inspiroval rozvoj logiky. Později je pak ještě rozvedla dál Megarská škola.